# Skurdalens kyrka
Skurdalens kyrka (bokmål: Skurdalen kirke, nynorska: Skurdalen kyrkje) eller Skurdalskyrkan (nynorska: Skurdalskyrkja) är en kyrkobyggnad i Skurdalen i Hols kommun i Buskerud fylke i Norge. Kyrkan ligger vid sydvästra sidan av fylkesväg 40 genom Skurdalen. Omkring en mil nordväst finns tätorten Geilo.

## Kyrkobyggnaden
Kyrkan uppfördes åren 1968 till 1969 av byggmästare Bjarne Kristiansen från Kongsberg efter ritningar av arkitekterna Helge Skoug senior och Helge Skoug junior. 7 september 1969 invigdes kyrkan av biskop Dagfinn Hauge.
Kyrkan har en stomme av betong och dess ytterväggar är klädda med sten. Taket är klätt med tjärade spån. Byggnaden har en triangulär planform med kor mot sydost och ingång mitt på nordvästra sidan. I sydöstra hörnet bakom koret finns en sakristia. I kyrkorummet ryms 150 personer.

## Inventarier
- Altartavlan är utförd av Victor Sparre och skildrar Jesus som korsfäst och uppstånden.
- Predikstol och dopfunt är tillverkade i trä av Torleiv Sundre.
- Orgeln är tillverkad av Norsk Orgel- og Harmoniumfabrikk i Snertingdal.